# سمندر ناري
السمندل المبذول أو السُّرفوت المبذول أو السمندر المبذول أو السمندر الناري أو سلمندر أو سمندل (الاسم العلمي: Salamandra salamandra)، هي أحد أنواع السلمندر المعروفة في أوروبا. لونه أسود مع بقع صفراء أو خطوط بدرجات متفاوتة. بعضها قد تكون سوداء تماما في حين أن الآخرى يكون اللون الأصفر هو السائد. قد تظهر عليها ظلال من اللونين الأحمر والبرتقالي في بعض الأحيان، وتستبدل أو تخلط مع الأصفر وفقا للنويع. دورة الحياة للسلمندر الناري طويلة فقد عاشت أحد العينات إلى أكثر من 50 عاما في متحف كونيغ التاريخ الطبيعي في ألمانيا.

## المعيشة والسلوك
تعيش في الغابات الرطبة مع جداول وعيون المياه. ودورة الحياة من 10 - 30 سنه. يعتبر سلوك هذه الفصيلة من أكبر أنواع السلمندر ولكنه نادر ما يرى بسب سرية حياته. وهو يختبئ اسفل الصخور واسفل جذوع الاشجار وفي الجحور تحت الأرض. والذي يساعد على رؤيته هو الخطوط السوداء والصفراء المرسومه على جسمه. وهذه الالوان تحميه من الضواري التي ترى لونه فتعتقد بانه سام أو غير قابل للاكل. ويختلف هذا النوع عن السلمندر بانه يقضي معظم وقته على الأرض وليس بالماء الا الانثى تعود إلى الماء لتضع اليرقات في الماء. السلمندر حيوان برماءى يتنفس الهواء وعنده خاصية التنفس عن طريق الجلد. يتغذى على دود الأرض وغيرها من الحشرات الرخوة والذباب والبعوض. تكاثرة عن طريق وضع البيض بالماء أو داخل الانثى، ومدة الحضانة 2 أو 3 اسابيع.

## معرض صور

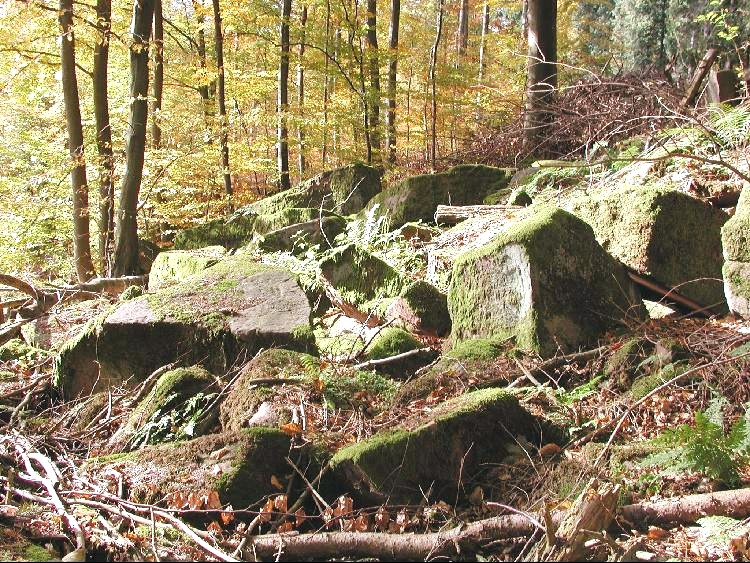
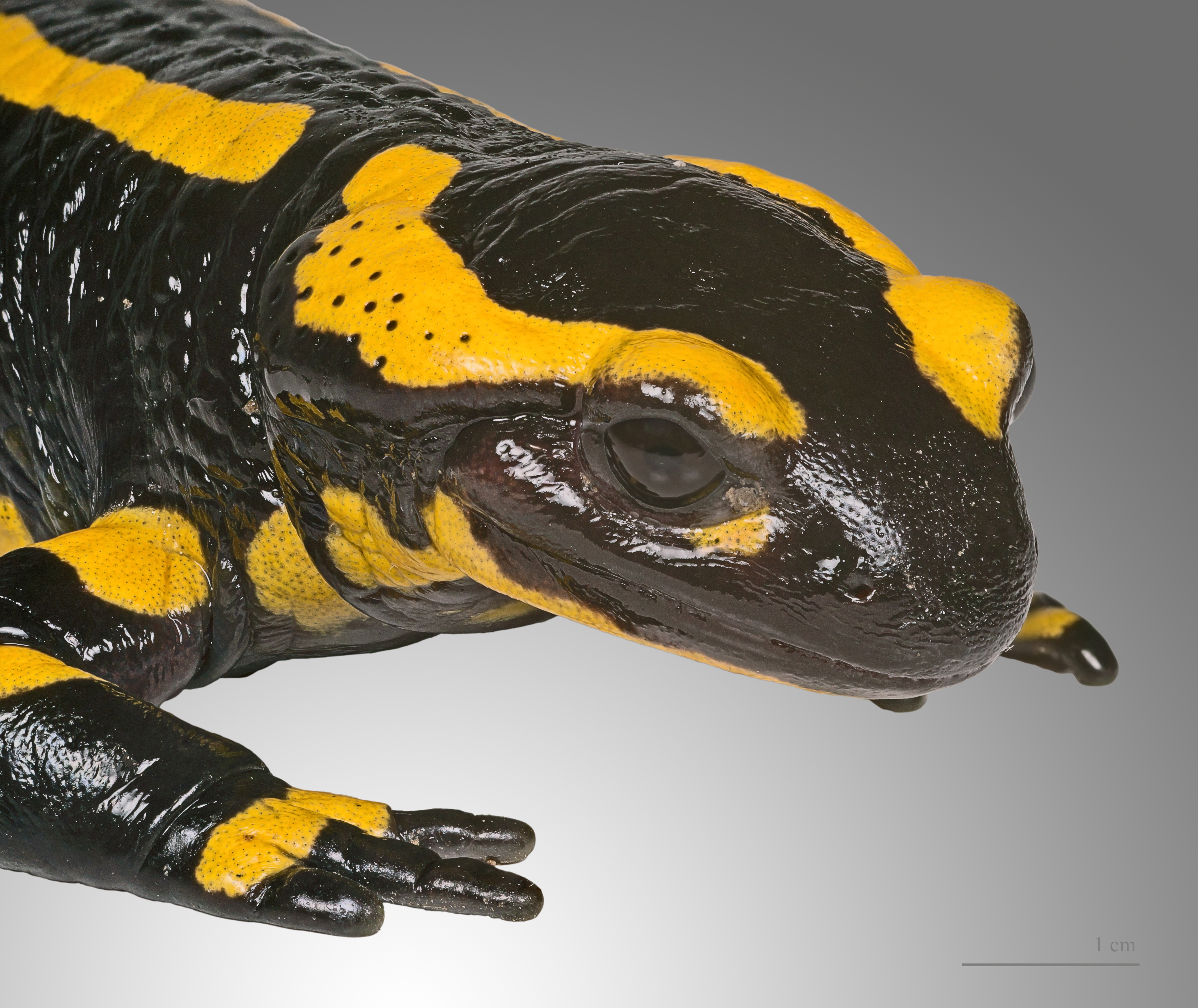
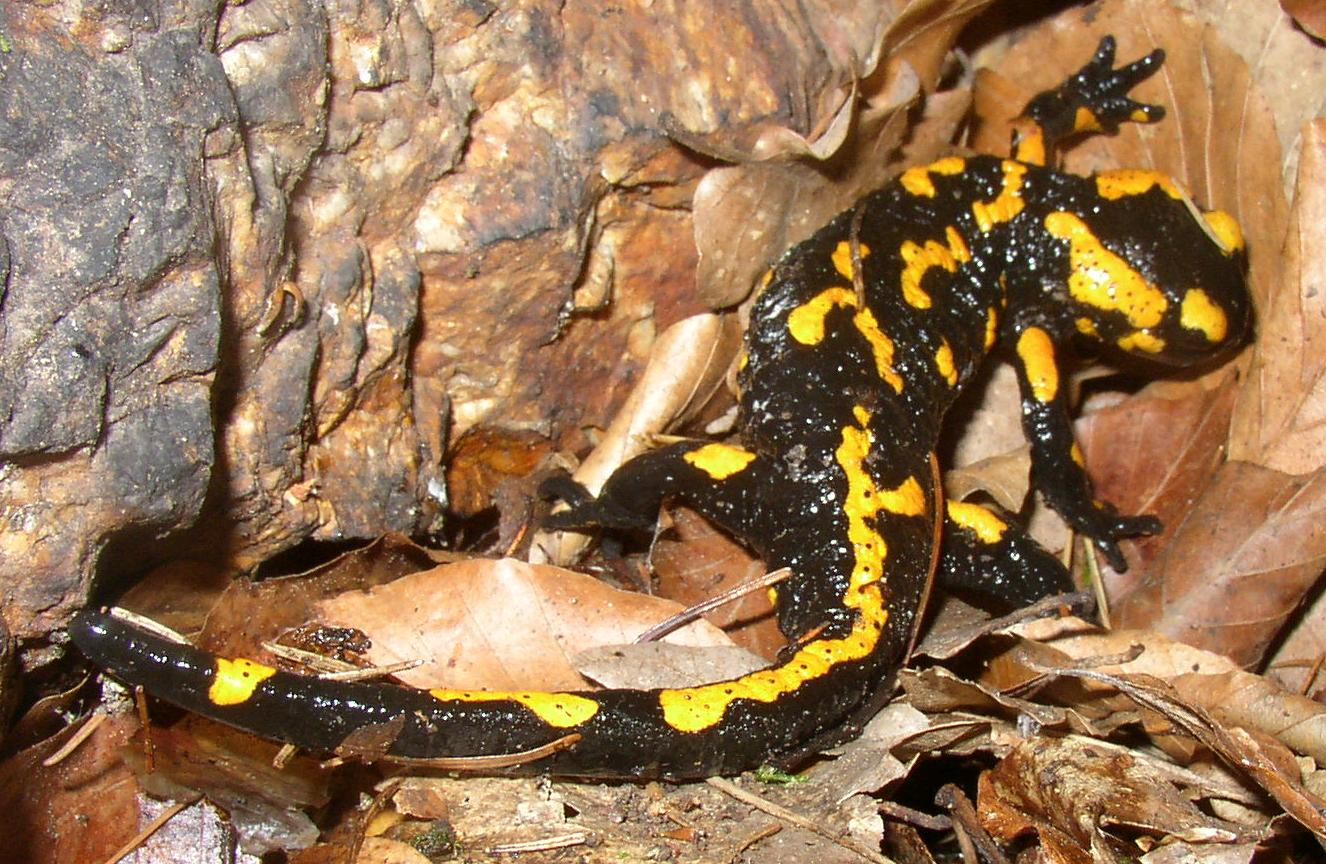
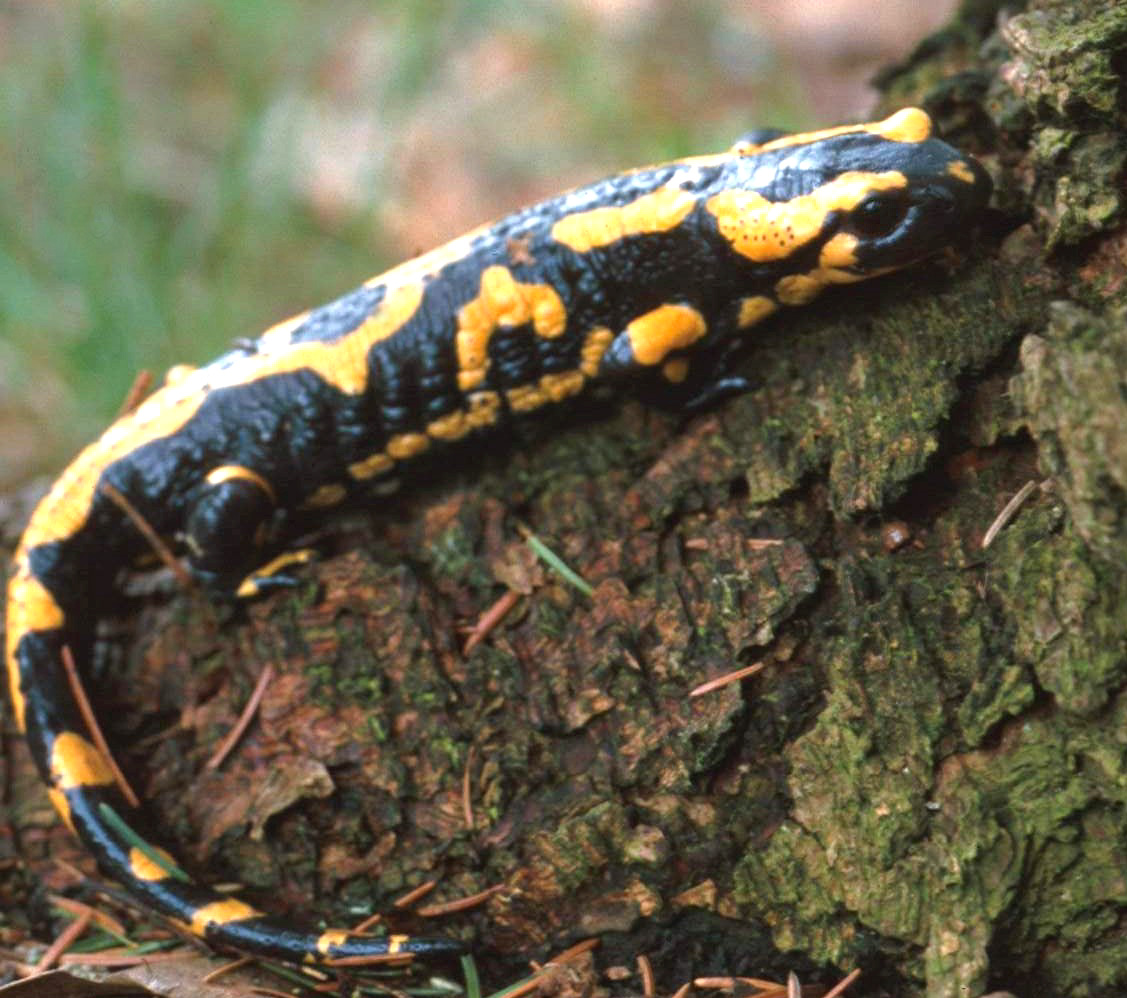
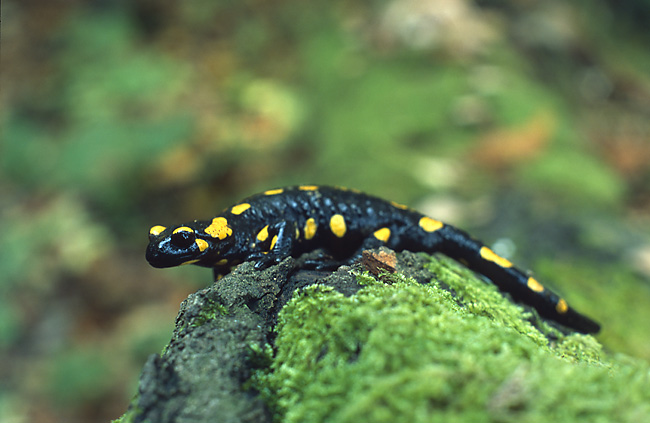
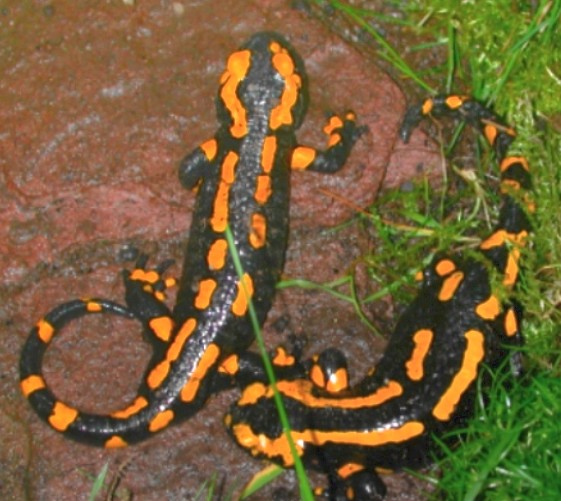